# 杨天娲

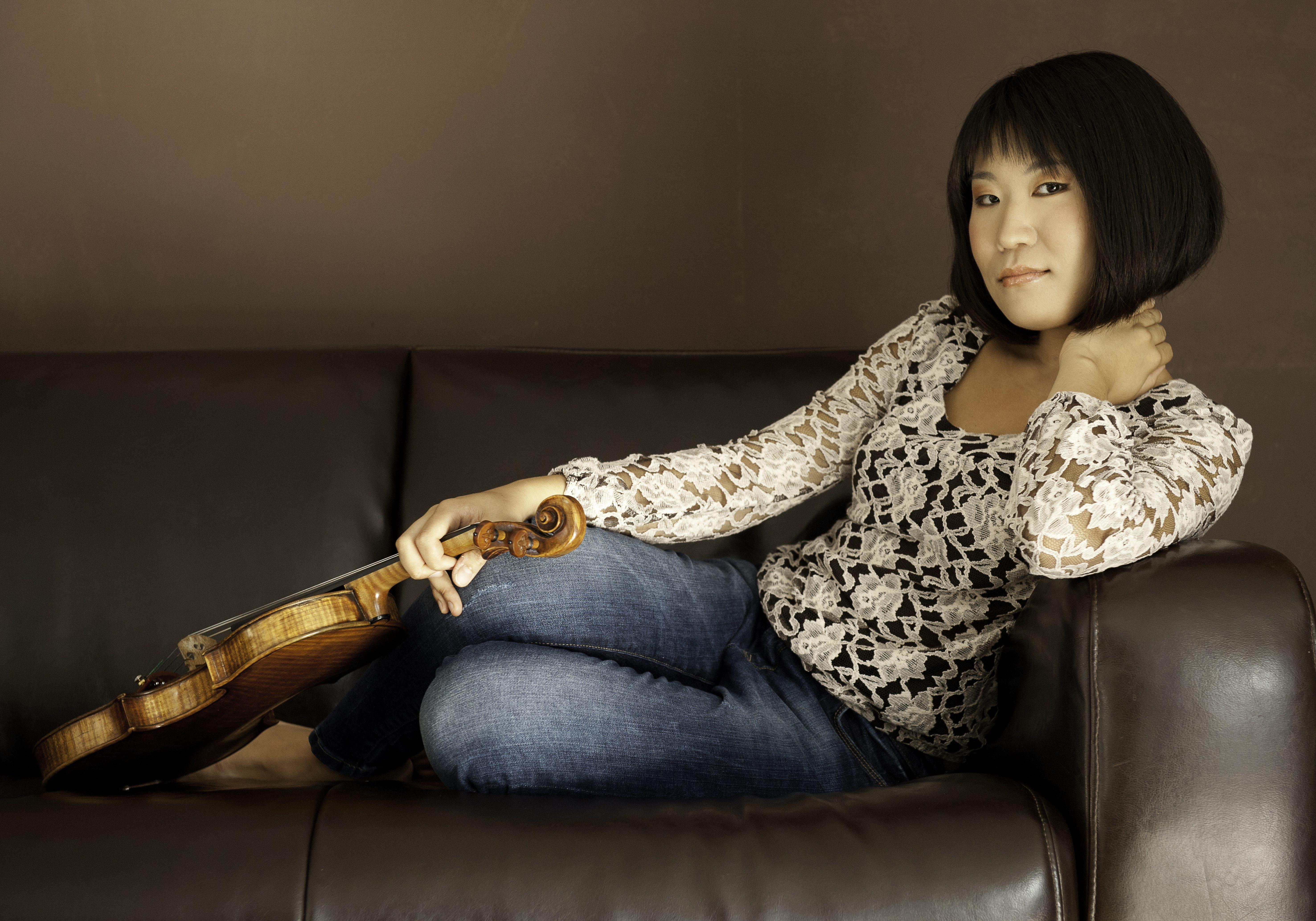
2011年的杨天娲

杨天娲（Tianwa Yang，1987年4月8日—），中国小提琴家。

## 生平
杨天娲出生于北京，在幼儿园时老师发现了她有绝对音准，建议她学习一种乐器。她四岁开始学习小提琴，不久便获北京市华姿杯小提琴比赛的第一名。7岁获全国第二届少儿小提琴比赛“华凌杯”小童组一等奖。10岁时，她开始在中央音乐学院跟随林耀基教授学习，并已因其高质量的演奏而受到媒体关注。11岁起便受邀与国内外各大交响乐团合作演出。她在1999年的北京国际音乐节上演出后，得到小提琴家艾萨克·斯特恩赞扬并邀请她到美国演出。
2001年，杨天娲首次在欧洲亮相，与捷克广播交响乐团在布拉格演出。2003年，她在慕尼黑与巴伐利亚国立管弦乐团合作演出了普罗科菲耶夫的第二小提琴协奏曲，之后又在巴黎、斯德哥尔摩、法兰克福和维也纳举行了独奏会。同样在2003年，杨天娲获得了德意志学术交流中心颁发的为期两年的特别奖学金，以在德国学习室内乐。她在北美的首演是在2007-2008月季，当时她与弗吉尼亚交响乐团在弗吉尼亚艺术节上演出。同年，她还在柏林爱乐音乐厅进行了首次演出，德国广播电台进行了现场直播。她在瑞士和法国举行了独奏会，并与波恩爱乐乐团在德国进行了巡演。
杨天娲现生活在德国，担任瑞士伯尔尼国立高等艺术学院（Hochschule der Künste Bern）和德国维尔茨堡国立音乐学院（Hochschule für Musik Würzburg）两所院校的小提琴教授。

## 唱片
2000年，13岁的杨天娲录制了她的第一张CD，曲目是难度极高的帕格尼尼24首随想曲，由Hugo Classical发行，成为录制此作品的年龄最小的小提琴家。2004年，她开始为Naxos录音，开始录制帕布罗·德·萨拉萨蒂的作品全集，共8张CD，这套录音获得法国金音叉唱片大奖、美国音乐网全年度最优秀唱片、卢森堡（拨弦）杂志年度唱片最佳选择。她还录制了皮亚佐拉和维瓦尔第的作品。